# Message to Bears
Message to Bears (auch J.R Alexander, eigentlich Jerome Alexander) (* 1985 in Bristol) ist ein Komponist und Musiker im Bereich Folk / Electronic / Ambient. Er verwendet unter anderem Akustik-Gitarre, Klavier und Streichinstrumente.

## Leben und Werk
2007 wurde das erste EP ("EP1") von Message to Bears herausgegeben.
Seitdem veröffentlichte der Künstler mehrere Alben.
2009 spielte er seine erste Live-Show in Oxford.

## Diskografie

### Alben
- 2009: Departures[2]
- 2012: Folding Leaves[3]
- 2013: Maps[4]
- 2016: Carved from tides[5]
- 2019: Constants[5]

### EP
- 2007: EP1[6]
- 2012: Moments EP[5]

## Soundtrack-Beteiligung
- Life Is Strange
- The First Tree